# Martínez
Martínez – patronimiczne nazwisko hiszpańskie, oznacza syna Martína (Marcina), poza krajami hiszpańskojęzycznymi występuje w formie Martinez. W Hiszpanii to nazwisko nosiło 449954 osób, co czyniło je szóstym co do popularności w 2004.
.
- Arturo Martíneza (ur. 1982) – meksykański judoka.
- Conchita Martínez (ur. 1972) – tenisistka hiszpańska
- Conchita Martínez Granados (ur. 1976) – hiszpańska tenisistka
- Eduardo Martínez Somalo (ur. 1927) – hiszpański kardynał
- Eulogio Martínez (1935-1984) – piłkarz paragwajski
- Francisco Martínez (1910-1993) – meksykański koszykarz
- Gilberto Martínez (ur. 1979) – piłkarz kostarykański
- Juan Ramón Martínez (ur. 1948) – salwadorski piłkarz
- Mel Martinez (ur. 1946) – amerykański polityk
- Rafael Arévalo Martínez (1884-1975) – pisarz gwatemalski
- Robert Martinez (ur. 1934) – amerykański polityk
- Sergio Gabriel Martínez (ur. 1975) – argentyński bokser
- William Martínez (1928-1997) – piłkarz urugwajski